# Stäppvägstekel
Stäppvägstekel (Priocnemis confusor) är en stekelart som beskrevs av Wahis 2006. Stäppvägstekel ingår i släktet sågbenvägsteklar, och familjen vägsteklar. Enligt den svenska rödlistan 2010 var arten nära hotad i Sverige. År 2020 klassades den istället som starkt hotad. Detta eftersom få fynd gjordes i Sverige mellan åren 2010 och 2020.
Arten förekommer i Götaland, Svealand och Halland. Den växer då i gles sandtallskog, åstallskog och ljunghed. Därtill beskrev Sveriges lantbruksuniversitet (SLU) 2020 att arten "troligen (är) gynnad av skogsbrand och annan störning".